# Carsten Bruun
Carsten Bruun (født 24. november 1953 i Holte) er en dansk politiker, der fra 2002 til 2009 var borgmester i Samsø Kommune, valgt for Venstre.
Bruun er uddannet i kommunal administration og har arbejdet med skat og inkasso hos Søllerød Kommune fra 1972. Han kom i 1981 til Samsø Kommune, hvor han var ansat frem til 2002, senest som personalechef.
Hans politiske karriere begyndte i 2001, da han stillede op til kommunalvalget for Venstre og senere blev valgt som borgmester. Han sad til 31. december 2009.